# Linia kolejowa nr 395

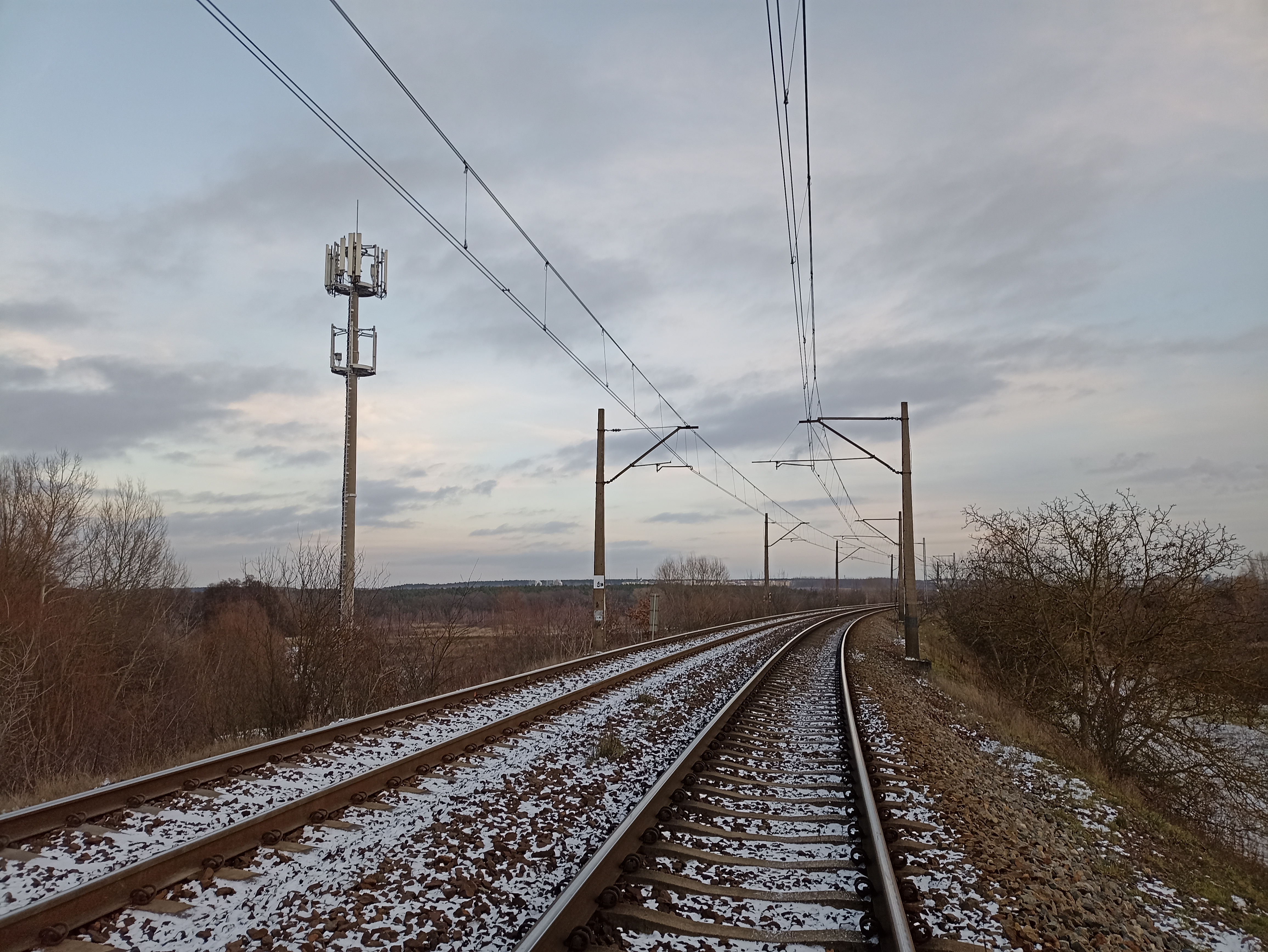
Linia kolejowa nr 395 na pograniczu poznańskich Naramowic i Umultowa; widok w kierunku Zielińca (2025)

Linia kolejowa nr 395 – zelektryfikowana, jedno- i dwutorowa, magistralna linia kolejowa znaczenia państwowego o długości 20,856 km łącząca posterunek odgałęźny Zieliniec (położony na linii kolejowej nr 394) ze stacją Kiekrz, położoną na linii kolejowej nr 351.

## Historia
Linię, jako jednotorową, otwarto dla ruchu towarowego w 1970 roku. 22 maja 1977 roku zakończono prace nad elektryfikacją linii, zaś do czerwca 1986 roku etapowo budowano drugi tor.
Budowę linii oficjalnie ukończono 25 czerwca 1986 r. i z tej okazji uruchomiono pociąg specjalny. Generalnym wykonawcą przedsięwzięcia były Zakłady Budownictwa Kolejowego. Dokumentację przygotowało Biuro Projektów Kolejowych w Poznaniu. 29 grudnia 1987 r. włączono urządzenia samoczynnego sterowania ruchem kolejowym na odcinku Kiekrz – Krzyż.
Do 2010 roku w okolicy przejazdu kolejowo-drogowego w ciągu ulicy Naramowickiej istniał posterunek odgałęźny Naramowice, którego główną funkcją była obsługa owego przejazdu. Na jego obszarze znajdowały się jedynie trapezowe rozjazdy między torami – nie zaczynała się w tym miejscu żadna linia kolejowa. Posterunek oraz rozjazdy zlikwidowano w trakcie przebudowy kilku przejazdów kolejowo-drogowych.

## Przebieg i ruch
Linia przebiega w większości w granicach administracyjnych miasta Poznania (na niektórych odcinkach stanowiąc granicę z sąsiednimi gminami: Czerwonak i Suchy Las). Zgodnie z założeniami budujących linię stanowi ona towarową obwodnicą Poznania, ponieważ omijając dworzec Poznań Główny kursują po niej pociągi towarowe z kierunku Szczecina i Piły do stacji rozrządowej Poznań Franowo. 
Pierwszy pociąg pasażerski przejechał tędy 31 maja 1988. Kilkukrotnie odbywał się regularny ruch pociągów pasażerskich:
- 31 maja 1988 – 15 grudnia 2002,
- 14 grudnia 2003 – 12 grudnia 2004,
- 9 stycznia 2008 – 1 marca 2009 – w rozkładzie 2008/09 kursował tą linią pociąg IC Chrobry relacji Szczecin – Warszawa[5],
- okazjonalne pociągi retro „Wokół Poznania”[potrzebny przypis].

Charakterystycznym elementem linii jest estakada nad doliną Warty o długości 1956 m. Budowę obiektu zakończono w 1970 roku.

## Wypadki
29 sierpnia 2012 około godziny 5:50 na przejeździe kolejowo-drogowym w ciągu ulicy Teofila Mateckiego w Poznaniu doszło do wykolejenia wagonu.

## Stan techniczny
Z uwagi na pogarszający się stan techniczny linii wprowadzono wiele ograniczeń prędkości. W latach 2004–2005 przeprowadzono remont dwóch torów na odcinkach Zieliniec – Koziegłowy w obu torach oraz na odcinku Poznań Piątkowo – Kiekrz celem ograniczenia poziomu hałasu i przywrócenia prędkości konstrukcyjnej 90 km/h. Na pozostałych odcinkach prędkość dopuszczalną obniżono do 30 km/h.